# سايليوآباد
سايليوبود ( ألغا سابقًا؛ (بالطاجيكية: Сайлиобод)</link>) هو جماعة في طاجيكستان. تقع في منطقة لكش، إحدى مناطق التبعية الجمهورية. يبلغ عدد سكان الجماعة 4،467 نسمة (2015). وتتكون من خمس قرى، بما في ذلك مهربود (المقعد) ودوماناكوه وجولسورون وسيبيستون وتوجفارون.